# جووانی فاسکو
جووانی فاسکو (ایتالیایی: Giovanni Fusco؛ ‏ ۱۰ اکتبر ۱۹۰۶ – ۱ ژوئن ۱۹۶۸) آهنگ‌ساز، رهبر ارکستر، و نوازنده پیانو اهل ایتالیا بود.

## فیلم‌شناسی
- اسب تروآ
- ماجرا
- تاجر ونیزی
- رژ لب
- عشق و خشم
- یاغیان ازدواج
- خرابکاران
- تهاجم ۱۷۰۰
- دکتر آنتونیو
- راهبهٔ مونتزا
- بی‌تفاوت‌ها